# Ludger Larose
Pour les articles homonymes, voir Ludger et Larose.
Ludger Larose, né le 1er mai 1868 à Montréal et mort le 13 novembre 1915 dans la même ville, est un peintre québécois.

## Biographie
Ludger Larose naît en 1868 dans une famille petite-bourgeoise de Montréal. Après ses études primaires à l'école Sainte-Brigide, il est admis à l'École des arts et métiers de Montréal, sous la tutelle de l'Abbé Joseph Chabert. À partir de 1887, il poursuit des études supérieures à l'Académie Colarossi et à l'École des Beaux-Arts de Paris. Il y fréquentera successivement les ateliers de Jean-Paul Laurens, de Jules-Élie Delaunay et de Gustave Moreau. À deux reprises, soit en 1890 et en 1891, il revient pour quelques mois dans sa ville natale, où il s'établit définitivement en 1894. L'année suivante, il épouse Lydia Webb, avec qui il aura trois enfants : Paul,  né en 1898, Jeanne, en 1899, et Marcel, en 1901.

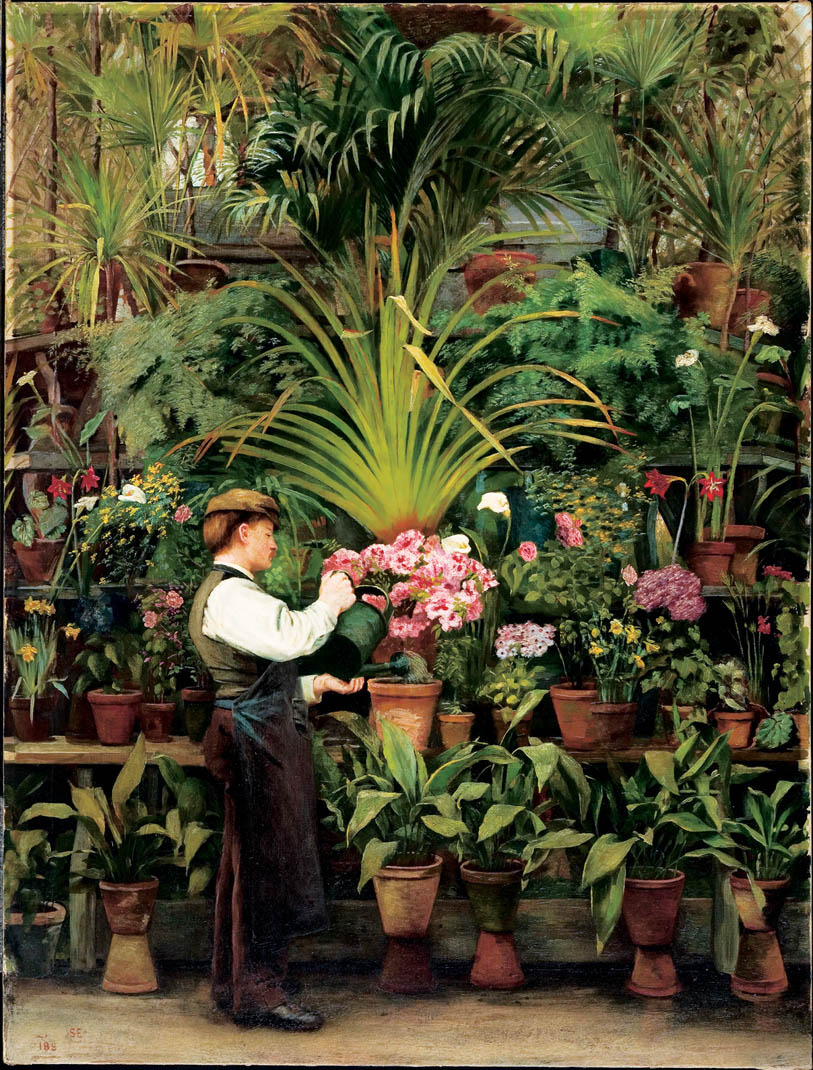
Composition de fleurs avec personnage, Serre Logan, 1899, Musée des Beaux-Arts de Montréal

De son vivant, Larose mène une carrière artistique féconde. Sa production, qui s'échelonne sur près de 30 ans, compte plus de 400 toiles. Dès le début de sa pratique, l'artiste-peintre reçoit des commandes du milieu clérical pour produire de l'art religieux. En 1890, il est engagé pour participer à l'exécution de tableaux pour la chapelle Notre-Dame-du-Sacré-Cœur de l'église Notre-Dame de Montréal. Il effectue aussi de nombreux portraits pour des particuliers et prend part à une quinzaine d'expositions organisées par l'Art Association of Montreal, l'Académie royale des arts du Canada  et d'autres institutions semblables.
Il sera d'ailleurs professeur de dessin dans plusieurs institutions scolaires, notamment à la prestigieuse Académie commerciale catholique, de 1894 à 1910, et au Lycée des jeunes filles, de 1909 à 1911. Il donne également des leçons privées, surtout de 1910 à 1912, année où il est engagé pour enseigner dans certaines écoles de Westmount. De plus, il s'impliquera auprès des enseignants en leur donnant, à l'occasion, des leçons - voire des cours complets. Il tient auprès d'eux des conférences sur l'enseignement et sur la pédagogie.  Il propose une nouvelle méthode afin d'enseigner le dessin.

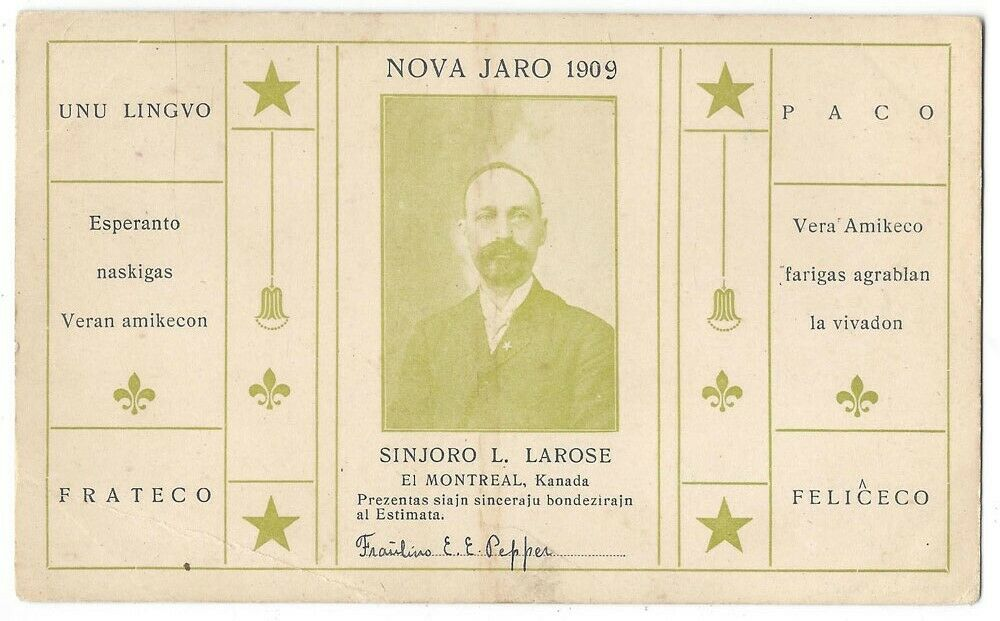
Carte de bonne année pour 1909 en espéranto, envoyée de Larose à une correspondante en Angleterre. On lit dans cette langue : « Espéranto fait naître l'amitié », « Une vraie amitié rend l'existence agréable » et « Paix - Fraternité - Bonheur ».

En plus de sa carrière artistique et académique, Larose est un spéculateur et un homme d'affaires. Il s'adonne à des entreprises telles que le prêt d'argent et l'acquisition de terrains et d'immeubles locatifs. En 1902, il rachète même d'un ami une imprimerie qu'il vendra l'année suivante.
En outre, Ludger Larose est un intellectuel engagé et un militant actif sur plusieurs fronts. Il est un fervent anticlérical et nationaliste et tient des conférences sur ces sujets. Ses idées lui viennent pour beaucoup de sa grande sociabilité. D'une part, il entretient une correspondance active avec des locuteurs de l'espéranto de par le monde et avec diverses sociétés scientifiques européennes et nord-américaines. D'autre part, il fait partie de nombreuses associations, notamment les francs-maçons dont il intégrera plusieurs loges montréalaises : celle des Cœurs-Unis en 1895; celle de l'Émancipation en 1896 (où il restera jusqu'à sa dissolution en 1910 à la suite de l'affaire Lemieux dans laquelle il est directement impliqué); celle de Force et courage en 1910 jusqu'à sa mort. Il tient au sein de ces sociétés des rôles variés : trésorier, vénérable, secrétaire et deuxième surveillant. Larose participe également aux activités d'autres associations telles la Boucane, le Cercle spirite, le Klubo Progreso, le Club de l'indépendance du Canada, les Forestiers, la Société Saint-Vincent-de-Paul, la Société des numismates et des antiquaires, la Société d'histoire naturelle, la Ligue de l'enseignement, le Club canadien et le Club ouvrier.
Il meurt à Montréal en 1915.

Sélection d'œuvres de Ludger Larose
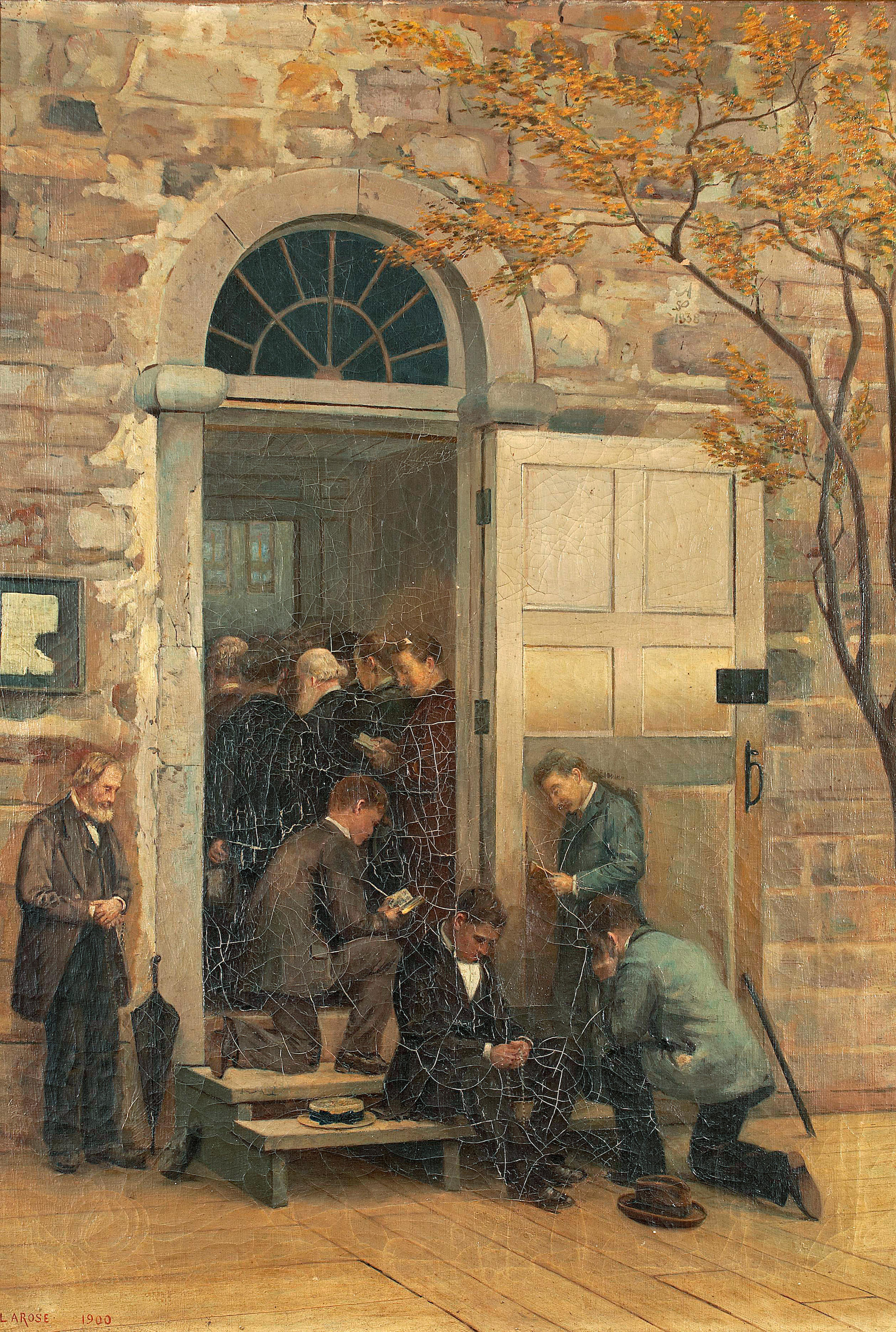
La messe à l'église (débordante de fidèles) à Saint-Jérôme, 1900, localisation inconnue
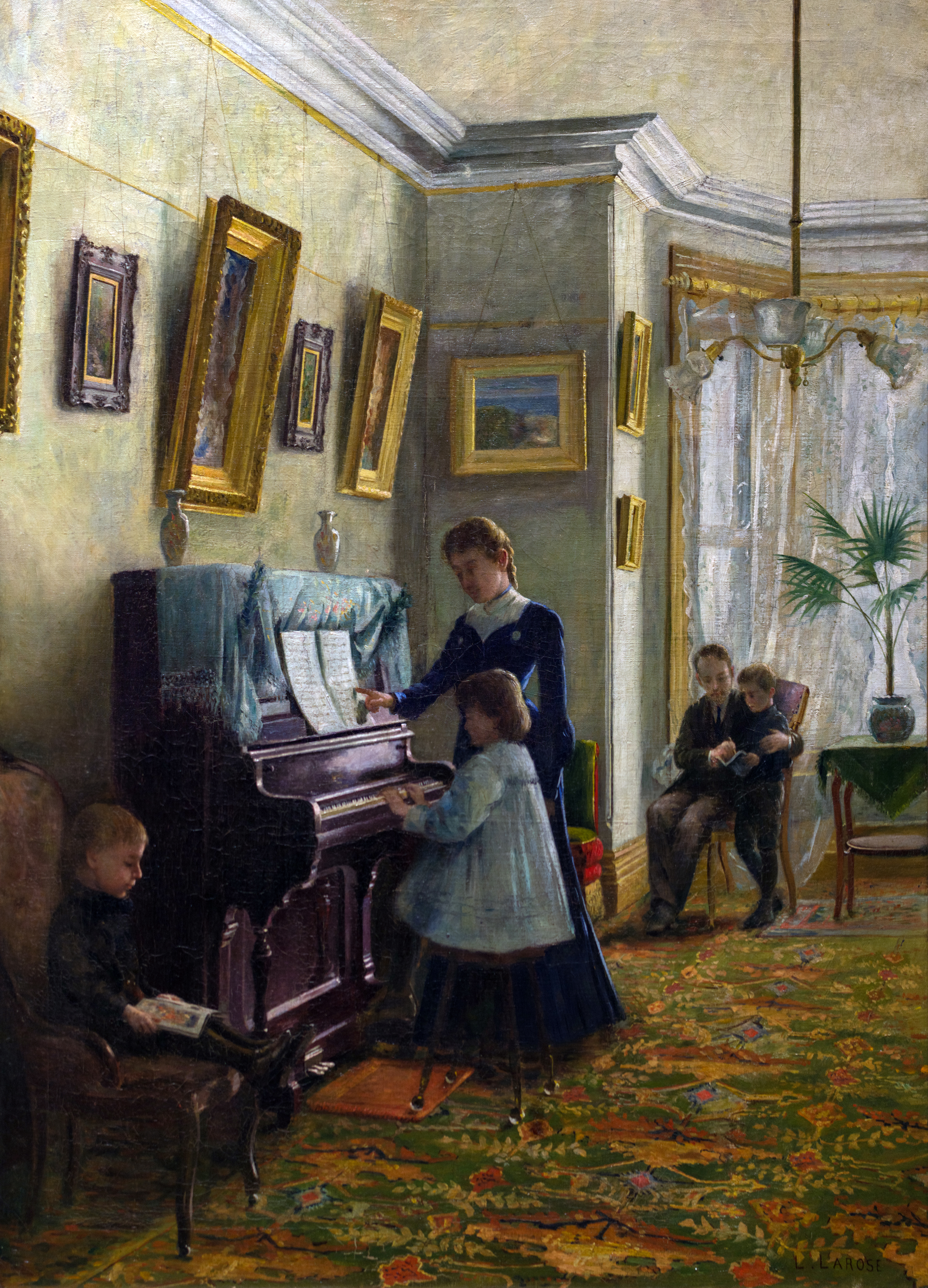
Jeanne au piano, 1907, Musée national des beaux-arts du Québec

## Musées et collections publiques
- Musée d'art de Joliette
- Musée des beaux-arts de Montréal, Montréal[10]
- Musée des beaux-arts du Canada
- Musée national des beaux-arts du Québec[11]
- Musée Louis-Hémon, Péribonka
- Musée régional de Vaudreuil-Soulanges
- Univers culturel de Saint-Sulpice, Montréal